# Кьонигсзе
Кьонигсзе (на немски: Königssee, в превод „Кралското езеро“) е естествено планинско езеро в най-отдалечения югоизточен край на Берхтесгаденските Алпи в Горна Бавария, близо до границата с Австрия. Като повечето езера в района попада в територията на Национален парк „Берхтесгаден“. В южния край на езерото Кьонигсзе, в него се вливат водите от по-малкото езеро Оберзе, т.е. Горното езеро, с извисяващия се над него 470-метров водопад Рьотбах, най-високият водопад в Германия.

## География
Разположено в Баварските Алпи на юг от Берхтесгаден и близо до австрийския град Залцбург, Кьонигсзе е третото по дълбочина езеро в Германия. Формирано е от ледници по време на последната ледникова епоха. Простира се на дължина 7 km по направление север–юг и има ширина от 1 km в най-широкия си участък. С изключение на факта, че от езерото се оттича в река Кьонигсзеер Ахе, то наподобява фиорд със заобикалящите го от двете страни отвесни планински масиви, достигащи надморска височина от 2700 метра, включително масива Вацман от запад.

## Туризъм
Езерото е известно с бистрите си води и е рекламирано като „най-чистото езеро в Германия“. По тази причина, още от 1909 година за придвижване в езерото са разрешени само електрически пътнически лодки, лодки с гребла и водни колела. Транспортните услуги по протежението на езерото се изпълняват от компанията „Bayerische Seenschifffahrt“. Спирките по маршрута са „Зееленде“, „Санкт Бартоломе“ (църква, ресторант, места за отдих), „Залет“ (крайна спирка, отворена за посещение от средата на април до средата на октомври), и „Кесел“ (спирка при поискване, основно ползвана от планинарите). При идеални условия за придвижване, максималният маршрут по езерото отнема два часа от Зееленде до Залет. Плуването в езерото е разрешено, с изключение на зоната около шлюза при Зееленде.
Благодарение на околния живописен пейзаж, езерото и прилежащите му паркови територии са много популярна дестинация за туризъм и планинарство. Отвесните скали от двете страни на тясното, но дълго езеро създават условия за ясно и звучно ехо. На разходките с лодки е традиция в една определена точка от маршрута да се спре, за да се демонстрира ехото с изпълнение на флигорна или тромпет. В миналото ехото е демонстрирано с изстрел с оръдие, който оттеква общо седем пъти в околните скали.
Спирка по маршрута е църквата „Санкт Бартоломе“, известна поклонническа църква със странноприемница, разположена на малък полуостров на десния бряг на езерото на около средата на протежението на езерото. Това е едното от малкото места по маршрута, където скалите не се издигат отвесно от водата, а се образува полуостровна ивица земя и дори малък плаж. На практика, езерото не може да бъде изцяло обходено пешеходно. В северния му край се издига малкият остров Кристлийгер.
От 1909 до 1965 година железницата „Кьонигсзеебан“ функционира и обслужва езерото. Последните релси от тази железница са демонтирани през 1971 година, а станцията в Берхтесгаден е разрушена през 2012 година. Единствената останала днес част от някогашната инфраструктура е жп гарата „Кьонигсзе“, превърната в ресторант. Маршрутът на влака е в голямата си част използван днес като пешеходна алея.